# Bryan Washington
Bryan Washington (geboren 22. April 1993) ist ein amerikanischer Schriftsteller aus Houston. Er veröffentlichte 2019 seine erste Kurzgeschichtensammlung Lot und danach die Romane Memorial (2020) und Family Meal (2023).

## Frühes Leben und Ausbildung
Washington wurde 1993 in Kentucky geboren und zog nach Katy, Texas, als er 3 Jahre alt war. Er wusste schon in jungen Jahren, dass er schwul ist, hat sich aber aus Angst vor Stigmatisierung nicht offiziell dazu bekannt. Im Jahr 2011 machte er seinen Abschluss an der James E. Taylor High School. Washington schloss sein Studium an der University of Houston mit einem Bachelor in Englisch ab und setzte seine Ausbildung an der University of New Orleans fort, wo er einen Master of Fine Arts erwarb.

## Karriere
Für seine Kurzgeschichtensammlung Lot wurde er als einer der „5 Under 35“ der National Book Foundation ausgezeichnet. Lot, eine Reihe miteinander verbundener Kurzgeschichten, die in Houston spielen, wurde 2019 vom Verlag Riverhead veröffentlicht;[4] in deutscher Übersetzung 2022 im Verlag Kein & Aber. Das Buch dreht sich zum Teil um Nicolás, einen jungen Mann gemischter afroamerikanischer und lateinamerikanischer Abstammung, der im Restaurant seiner Familie arbeitet und sich mit seiner Sexualität auseinandersetzt. Lot landete 2919 Jahren auf der Leseliste von Barack Obama und wurde mit diversen Preisen ausgezeichnet, u. a. mit dem Ernest J. Gaines Award for Literary Excellence, 2020 mit dem Dylan Thomas Prize und 2020 mit dem Lambda Literary Award for Gay Fiction.
Washingtons Debütroman Memorial (2020) stand nicht nur auf der Longlist für den Aspen Literary Prize, die Andrew Carnegie Medal for Excellence in Fiction und den Center for Fiction's First Novel Prize, sondern wurde auch als bemerkenswertes Buch der New York Times ausgezeichnet. Noch vor der Veröffentlichung erwarb A24 die Rechte für eine Fernsehadaption des Romans, wobei Washington seinen Roman adaptierte. Die deutsche Übersetzung erschien unter dem Titel Dinge, an die wir nicht glauben. Der Roman überzeuge durch seine emotionale Ehrlichkeit, urteilte queer.de. Die Hauptfiguren Mike und Ben würden „nicht ausschließlich definiert von ihrer Sexualität, ihrer Herkunft, ihrem HIV-Status, ihren Fehlern und Erfolgen“, allerdings negiere Washington all das auch nicht. „Die Stärke des Romans liegt in der Komplexität seiner Figuren, die einfach nur sind und versuchen, ihr Leben zu leben.“
2023 folgte der Roman Familiy Meal (deutscher Titel An einem Tisch). Washington erzählt darin von „Verlust, queeren Beziehungen, Chemsex und vom Kochen“. Um Bryan Washingtons „imaginären und symbolischen Tisch sitzt in wechselnden Konstellationen eine diverse Truppe, sitzen Schwule, Heteros, Non-Binäre, Schwarze, Asiaten und Asiatinnen“.
Washington lehrt Englisch an der Rice University, wo er im Juli 2020 zum George Guion Williams Writer in Residence und Scholar in Residence for Racial Justice ernannt wurde.
Bryan Washingtons Prosatexte und Essays erschienen bisher u. a. in der New York Times, dem New York Magazine, Buzz Feed, The Paris Review und One Story.

## Politische Einstellungen
Im Oktober 2024 gehörte Washington zu den Unterzeichnern eines Aufrufs zum Boykott israelischer Kulturinstitutionen, „die an der überwältigenden Unterdrückung der Palästinenser mitschuldig sind oder diese stillschweigend beobachtet haben“.